# 秋山和美
秋山 和美（あきやま かずみ、1955年3月13日 - ）は、日本の財務官僚。名古屋国税局長や、国土交通省大臣官房審議官兼内閣官房内閣審議官、横浜税関長等を務めた。

## 人物・経歴
千葉県出身。東京都立石神井高等学校を経て、一橋大学経済学部卒業後、1978年 大蔵省入省、銀行局調査課配属。1980年 大臣官房調査企画課、1981年 大阪国税局、1982年 建設省住宅局政策課、1984年 廿日市税務署長。1985年7月 国税庁長官官房総務課課長補佐。1987年 日本貿易振興会コペンハーゲン事務所長。1990年から大蔵省銀行局調査課課長補佐を務め、金融制度改革の法案策定にあたった。
1992年 神戸税関総務部長。1994年 大阪国税局調査第一部長。1995年 大蔵省大臣官房企画官。1996年 名古屋国税局課税第一部長。1997年 国土庁計画・調整局特別調整課長。1999年 東京国税局課税第一部長。2001年 国税庁長官官房企画課長。2002年 国税庁課税部課税総括課長。2003年 独立行政法人造幣局東京支局長。2004年 預金保険機構検査部長。2005年 預金保険機構財務部長。2006年 中国財務局長。2007年 名古屋国税局長。
2008年 国土交通省大臣官房審議官（北海道局担当）兼内閣官房内閣審議官アイヌ総合政策室長。2010年7月30日から横浜税関長を務め、利便性向上にあたるなどした。2011年6月26日 東日本高速道路監査役。2014年 財務省大臣官房付。同年 退官、三菱日立製鉄機械社長付調査役。同年 プライメタルズ テクノロジーズ ジャパン調査役、高松市観光大使。2016年 菱洋エレクトロ監査役、三井住友海上火災保険顧問。2019年SAMURAI証券取締役。2025年瑞宝中綬章受章。趣味は記念スタンプ集め。